# Ấp (Oregon)
Ấp (tiếng Anh: hamlet) là một kiểu chính quyền địa phương trong Quận Clackamas, tiểu bang Oregon của Hoa Kỳ. Giống như đơn vị "ấp" ở khắp nơi trên thế giới, nó là một đơn vị hành chính bậc dưới của quốc gia. Giống như ấp ở tiểu bang New York, định nghĩa "ấp" có ý nghĩa đặc trưng cho từng tiểu bang (trong trường hợp này, chỉ đặc trưng cho một quận trong một tiểu bang).
Các ấp tại Oregon là những đơn vị hành chính được giới thiệu cùng lúc với các đơn vị hành chánh "làng" của Oregon.
Cho đến tháng 6 năm 2007, các cộng đồng Beavercreek, Stafford và Mulino chính thức trở thành các ấp; Government Camp đã bắt đầu tiến hành làm đơn xin trở thành ấp.

## Định nghĩa
Vì mục đích luật pháp có liên quan đến các ấp và làng, một "công dân" phải hội đủ một trong hai điều kiện sau:
- Cư dân ít nhất 18 tuổi, sống trong địa giới của một ấp hoặc một làng, hoặc
- Không phải cư dân nhưng có bất động sản hay doanh nghiệp ở đó.

Theo Chương 2.10 Bộ luật của Quận Clackamas, một ấp là:
Một khu chưa hợp nhất có tổ chức diễn đàn cho công dân phát biểu các vấn đề đáng quan tâm, ưu tiên hóa các hoạt động và điều hợp những hoạt động có tính cách cộng đồng như đã được Hội đồng Ủy viên quận chấp thuận. Một ấp chủ yếu được tài trợ qua sự đóng góp hay qua các hoạt động vận động gây quỹ.
Các ấp được đại diện bởi một hội đồng ấp được bầu lên theo tiến trình luật lệ do công dân chấp thuận mà đồng thời luật lệ này cũng đã được Hội đồng Ủy viên quận chấp thuận. Với sự chấp thuận của Hội đồng Ủy viên quận, một ấp có thể thiết lập mối quan hệ với các đơn vị hành chính hay các tổ chức lân cận thông qua bảng ghi nhớ hiểu biết. Quận có thể, thay mặt một ấp, thương nghị và ký các thỏa thuận liên chính quyền với các chính quyền khác. Các ấp không được trực tiếp là đơn vị cung ứng các dịch vụ và không có quyền hạn áp đặt các thứ thuế hay thu phí.
Ranh giới của ấp không thể chồng lên ranh giới của một ấp khác, làng khác hay thành phố khác.